# Черчичи (Волынская область)
Черчичи (укр. Черчичі) — село в Зимневской сельской общине Владимирского района Волынской области Украины.
Население по переписи 2001 года составляет 205 человек. Почтовый индекс — 44754. Телефонный код — 3342. Занимает площадь 1,054 км².